# Silva (Miranda do Douro)
Silva (mirandesisch: Silba) ist ein Ort und eine ehemalige Gemeinde im Nordosten Portugals. Silva gehört zu den Dörfern, in denen die einzige Regionalsprache Portugals, das Mirandesisch gesprochen wird. Der Ort ist wie die gesamte Region von Abwanderung und Überalterung betroffen.

## Geschichte
Der Ort entstand vermutlich im Verlauf der mittelalterlichen Reconquista. Er unterstand dem Malteserorden und war befestigt. Die Gemeindekirche wurde im 15. Jahrhundert vermutlich auf Grundlage einer verbliebenen Festungsmauer errichtet.
Mit der Vertreibung der Juden aus Spanien ließen sie sich Ende des 15. Jahrhunderts auch in Silva nieder und sorgten für eine Belebung der Ortsentwicklung. Nach der folgenden Vertreibung der Juden auch aus Portugal blieb ein Teil von ihnen als Conversos oder auch cristãos novos hier leben.
Silva war spätestens seit Ende des 15. Jahrhunderts eine eigenständige Gemeinde.
Im Zuge der Gebietsreform 2013 wurde die Gemeinde Silva aufgelöst und mit Águas Vivas zu einer neuen Gemeinde zusammengelegt.

## Verwaltung
Silva war Sitz einer gleichnamigen Gemeinde (Freguesia) im Kreis (Concelho) von Miranda do Douro im Distrikt Bragança. Die Gemeinde hatte 237 Einwohner (Stand 30. Juni 2011).
Folgende Ortschaften liegen in der ehemaligen Gemeinde:
- Fonte Ladrão
- Granja
- Silva

Mit der Gebietsreform vom 29. September 2013 wurden die Gemeinden Silva und Águas Vivas zur neuen Gemeinde União das Freguesias de Silva e Águas Vivas zusammengeschlossen. Silva ist Sitz dieser neu gebildeten Gemeinde.